# マルセロ・ガジャルド
マルセロ・ダニエル・ガジャルド（Marcelo Daniel Gallardo スペイン語発音: [maɾˈselo ɣaˈʝaɾðo], 1976年1月18日 - ）は、アルゼンチン・ブエノスアイレス州メルロ出身の元サッカー選手、現サッカー指導者。現役時代のポジションはミッドフィールダー。元アルゼンチン代表。
その小柄な身体からエル・ムニェコ（El Muñeco、人形）の愛称で呼ばれる。

## 経歴
ガジャルドは、1992-93シーズンにCAリーベル・プレートでキャリアを始めると1992年から1999年までの間にリーグ戦109試合17得点を記録し、アペルトゥーラで1993・1994・1996・1997年の4回、クラウスーラで1997年に1回優勝を経験し、コパ・リベルタドーレス1996のタイトルを獲得した。
1999年にASモナコに移籍。中盤でリュドヴィク・ジュリとパートナーシップを形成し、最初のシーズンで28試合8得点を決め力を示すと、翌シーズンはリーグ・アンとトロフェ・デ・シャンピオンの2冠達成に貢献。マルコ・シモーネ、ファビアン・バルテズ、ウィリー・サニョル、マルタン・ジェトゥ、パブロ・コントレラス、ジュリ、フィリップ・クリスタンヴァル、ラファエル・マルケス、サブリ・ラムシ、ダヴィド・トレゼゲ、ヨン・アルネ・リーセといった数多くのビッグネーム達と共にモナコで素晴らしい時を過ごし、また、ガジャルド自身はリーグ・アン年間最優秀選手賞を獲得したことでスター選手の1人として認識された。
しかし、モナコでの3シーズン目2000-01シーズンに新たにディディエ・デシャンが監督に就くと、関係を上手く築けなかったため先発の座から度々落ちるようになり、2002-03シーズン終了後にクリスティアン・パヌッチやシモーネのようにデシャンとの不仲 から退団を余儀なくされた。
モナコで102試合18得点を記録した後、古巣のCAリーベル・プレートに戻り主将として2004Cで優勝した。
2007年1月、移籍金非公開の2年契約でパリ・サンジェルマンFCに加入。1月7日、3-0で勝利したクープ・ドゥ・フランスのニーム・オリンピックでデビューし、1月13日のヴァランシエンヌFC戦でリーグ戦初出場をした。PSGで1シーズン過ごした後に契約解除し、アメリカ合衆国・MLSに活動の場を移した。
2008年1月29日、D.C. ユナイテッドに初の特別指定選手制度選手にして、クラブ史上最高年俸となる187万ドル で加入。また、これはロサンゼルス・ギャラクシー所属イングランド代表MFデビッド・ベッカムの650万ドル保証、シカゴ・ファイアー所属メキシコ代表FWクアウテモク・ブランコの267万ドルに次ぐ、2008年MLS全体で3番目の給料を受け取った。4月5日のトロントFC戦で移籍後初得点を記録。7月17日と19日にスポーツヘルニアの手術のため約1ヶ月戦線離脱した。2009年2月、DCユナイテッドを去り3度目となる古巣のCAリーベル・プレートに復帰した。
2010年、ウルグアイ・プリメーラ・ディビシオンのナシオナル・モンテビデオに入団。2011年6月12日、現役最後の試合となった1-0で勝利したデフェンソール・スポルティングとのチャンピオンシップ・プレーオフでは、66分から途中出場しピッチ上で優勝の歓喜を味わった。
現役引退してから数日後にナシオナル・モンテビデオの新監督として雇われ、2011-12シーズンのリーグ戦のタイトルを獲得してクラブを去っていった。
2014年に古巣リーベル・プレートの監督に就任すると早くもコパ・スダメリカーナを優勝、翌年には自身がプレーし優勝した1996年以来となるコパ・リベルタドーレス制覇を果たした。2018年には決勝ではベンチ入り禁止処分となっていたが、最大のライバルチームであるボカ・ジュニアーズを下して監督として2度目のコパ・リベルタドーレス制覇を果たした。
コパ・リベルタドーレス2019でも準決勝でボカ・ジュニアーズを下して決勝に進出したが、決勝でブラジルのCRフラメンゴに1-2と敗れ連覇を逃した。
2023年11月18日、サウジアラビアのアル・イテハドの監督に就任した。契約期間は2年間。アル・イテハドは、カリム・ベンゼマやエンゴロ・カンテ、ファビーニョといった欧州で実績ある選手を大型補強しており、躍進が期待されたが、シーズンが始まるとベンゼマとの確執報道や不振によって最終順位は優勝したアル・ヒラルと勝ち点39差の5位に沈み、AFCチャンピオンズリーグ出場権も逃したことからシーズン終了後に解任された。

### 代表
1994年のチリ戦でダニエル・パサレラ監督率いるアルゼンチン代表デビューを果たし、マルセロ・ビエルサ監督の下で1998 FIFAワールドカップと2002 FIFAワールドカップに出場。前者では3試合、後者では出番がなかった。

## 代表歴

### 出場大会
- アルゼンチン代表
  - 1998 FIFAワールドカップ (ベスト8)
  - 2002 FIFAワールドカップ (グループリーグ敗退)

### 試合数
- 国際Aマッチ 42試合 14得点（1994年-2003年）[12]

| アルゼンチン代表 | 国際Aマッチ | 国際Aマッチ |
| 年               | 出場        | 得点        |
| ---------------- | ----------- | ----------- |
| 1994             | 1           | 0           |
| 1995             | 11          | 5           |
| 1996             | 0           | 0           |
| 1997             | 8           | 5           |
| 1998             | 8           | 0           |
| 1999             | 4           | 1           |
| 2000             | 2           | 1           |
| 2001             | 5           | 2           |
| 2002             | 1           | 0           |
| 2003             | 2           | 0           |
| 通算             | 42          | 14          |

## 監督成績
2024年7月2日現在
| クラブ             | 就任           | 退任           | 記録 | 記録 | 記録 | 記録 | 記録 | 記録 | 記録   | 記録   |
| クラブ             | 就任           | 退任           | 試合 | 勝   | 分   | 負   | 得点 | 失点 | 得失点 | 勝率 % |
| ------------------ | -------------- | -------------- | ---- | ---- | ---- | ---- | ---- | ---- | ------ | ------ |
| ナシオナル         | 2011年6月29日  | 2012年6月19日  | 39   | 23   | 7    | 9    | 74   | 41   | +33    | 058.97 |
| リーベル・プレート | 2014年5月30日  | 2022年11月13日 | 424  | 228  | 111  | 85   | 755  | 366  | +389   | 053.77 |
| アル・イテハド     | 2023年11月18日 | 2024年5月31日  | 33   | 15   | 4    | 14   | 56   | 59   | −3     | 045.45 |
| 通算               | 通算           | 通算           | 496  | 266  | 122  | 108  | 885  | 466  | +419   | 053.63 |

## タイトル

### 選手

#### クラブ
リーベル・プレート
- プリメーラ・ディビシオン : 1993-94A, 1994-95A, 1996-97A, 1996-97C, 1997-98A, 2003-04C
- コパ・リベルタドーレス : 1996
- スーペルコパ・スダメリカーナ : 1997

モナコ
- リーグ・アン : 1999-2000
- トロフェ・デ・シャンピオン : 2000
- クープ・ドゥ・ラ・リーグ : 2002-03

パリ・サンジェルマン
- クープ・ドゥ・ラ・リーグ : 2007-08

D.C. ユナイテッド
- USオープンカップ : 2008

ナシオナル
- プリメーラ・ディビシオン : 2010-11

#### 個人
- プリメーラ・ディビシオン最優秀若手選手 : 1993A, 1994C
- プリメーラ・ディビシオン最優秀選手 : 1994C, 1994A, 1995C, 1996C, 1997A
- リーグ・アン年間最優秀選手賞 : 1999-2000
- パンアメリカン競技大会　得点王　[15]

#### 代表
アルゼンチン代表
- パンアメリカン競技大会 : 1995

### 指導者

#### クラブ
ナシオナル
- プリメーラ・ディビシオン : 2011-12

CAリーベル・プレート
- コパ・スダメリカーナ : 2014
- レコパ・スダメリカーナ : 2015
- スーペルコパ・エウロアメリカーナ : 2015
- コパ・リベルタドーレス : 2015, 2018
- スルガ銀行チャンピオンシップ : 2015